# 田床山
田床山（たとこやま）は、山口県萩市の萩地域南東部に位置する標高373mの山である。
ローラースケート場や屋根つきの休憩所などが設けられ、萩の三角州を一望することができる絶景のポイントであるとともに、萩市のテレビ・ラジオ中継所が設けられている（初期各局の2次プラン局の一つ）。
萩市上野の案内看板では、「田床山 市民の森」「田床山 いこいの広場」と表記してある。
NTTの無線中継所はここではなく、同市と長門市三隅との境にある日尾山にある。

## 萩テレビ・FM中継放送所
この地点から、萩市ほぼ全域（主に市街地や萩六島村地域を中心とした平野部）と長門市東部（主に三隅地域）に電波を届けている。地上デジタル放送の電波もここから発射する。
北浦地区は、山間地域（崖）が多いため、旧萩市でも中津江地域・小畑地域・大井地区や阿武郡阿武町では当中継局からの電波が届きにくい。この場合は、別途中継局やミニサテ局を設けている。
また、見島地区も本村地域の一部を除き、当中継局からの電波が届きにくい。そのため、宇津（うつ）と本村（ほんむら）の小高い丘にミニサテ局を設けている。
VHF局は垂直偏波（混信対策のため）、アナログUHF局・デジタルテレビは水平偏波。これは長門中継局も同様。なお、本項では、NHK総合テレビの季節混信対策局である｢大井庄屋テレビ中継局｣についても併せて記述する。
置局住所は、萩テレビ・FM中継局で｢萩市大字椿東字田床33-4｣、大井庄屋テレビ中継局で｢萩市大字黒川字木間重の鴻ヶ岳｣。

### 地上デジタルテレビ放送
| ID | 放送局名         | 物理 チャンネル | 空中線電力 | ERP  | 放送対象地域 | 放送区域 内世帯数 | 開局日         |
| -- | ---------------- | --------------- | ---------- | ---- | ------------ | ----------------- | -------------- |
| 1  | NHK 山口総合     | 56→48ch         | 100W       | 400W | 山口県       | 約1万6千世帯      | 2007年 11月1日 |
| 2  | NHK 山口教育     | 58→52ch         | 100W       | 360W | 全国放送     | 約1万6千世帯      | 2007年 11月1日 |
| 3  | tys テレビ山口   | 46ch            | 100W       | 450W | 山口県       | 約1万6千世帯      | 2007年 11月1日 |
| 4  | KRY 山口放送     | 42ch            | 100W       | 430W | 山口県       | 約1万6千世帯      | 2007年 11月1日 |
| 5  | yab 山口朝日放送 | 47ch            | 100W       | 400W | 山口県       | 約1万6千世帯      | 2007年 11月1日 |

- 2007年（平成19年）10月19日に試験放送を開始し、同年11月1日に本放送開始。長門中継局と福栄中継局は両者とも同時期。柳井中継局は、本放送開始が同時期（試験放送開始は2007年10月上旬）。
- 青数字chは、2012年5月1日から6月25日の間に変更されたチャンネル[1]。
- NHK以外は、長門中継局とチャンネルが同一（変更後のNHK教育も）。また、tysとyabはむつみ中継局ともチャンネルが同一。
- 萩市椿東字田床33-4

### 地上アナログテレビ放送
全局2011年（平成23年）7月24日に廃局。
| 放送局名                                                       | チャンネル | 空中線電力       | 最大実効輻射電力    | 放送対象地域 | 放送区域内世帯数 | 開局年月日     |
| 萩中継局                                                       | 萩中継局   | 萩中継局         | 萩中継局            | 萩中継局     | 萩中継局         | 萩中継局       |
| -------------------------------------------------------------- | ---------- | ---------------- | ------------------- | ------------ | ---------------- | -------------- |
| NHK山口総合テレビ                                              | 3ch+       | 映像250W 音声63W | 映像550W 音声135W   | 山口県       | 不明             | 1961年12月10日 |
| KRY山口放送                                                    | 4ch-       | 映像100W 音声25W | 映像450W 音声110W   | 山口県       | 不明             | 1962年4月1日   |
| NHK山口教育テレビ                                              | 6ch-       | 映像100W 音声25W | 映像200W 音声50W    | 全国放送     | 不明             | 1962年9月1日   |
| yab山口朝日放送                                                | 31ch+      | 映像300W 音声75W | 映像1.55kW 音声380W | 山口県       | 不明             | 1993年10月1日  |
| tysテレビ山口                                                  | 33ch+      | 映像300W 音声75W | 映像1.55kW 音声380W | 山口県       | 不明             | 1970年12月8日  |
| 大井庄屋中継局                                                 |            |                  |                     |              |                  |                |
| NHK山口総合テレビ                                              | 51ch       | 映像3W 音声750mW | 映像10.5W 音声2.7W  | 山口県       | 不明             | 1982年3月4日   |
| ※VHF局のみ垂直偏波 ※NHK総合テレビは、県内中継局の第1号である。 |            |                  |                     |              |                  |                |

- KRYとtysは下関局とチャンネルが同一。また、KRYはむつみ中継局ともチャンネルが同一で、yabはアナ・アナ変換前の宇部局とチャンネルが同一。

### 地上アナログテレビ放送補間局
| 放送局名        | チャンネル | 空中線電力       | 最大実効輻射電力  | 放送対象地域 | 放送区域内世帯数 |
| --------------- | ---------- | ---------------- | ----------------- | ------------ | ---------------- |
| yab山口朝日放送 | 25ch-      | 映像10W 音声2.5W | 映像540W 音声135W | 山口県       | -                |
| tysテレビ山口   | 36ch-      | 映像10W 音声2.5W | 映像540W 音声135W | 山口県       | -                |

- 2007年（平成19年）10月下旬頃に試験電波を発射。同年11月1日のデジタル放送開始と同時にアナログ補完局の本放送も開始。
- この他、田床山ではないが、萩市内と近隣に設けられている萩見島（本村）・見島宇津・萩中小畑・萩中津江・須佐本町の各ミニサテライト局も一部のチャンネルが補完チャンネルへ移動予定。

### FMラジオ放送
| 放送局名        | コールサイン | 周波数  | 空中線電力 | 実効輻射電力 | 放送対象地域 | 放送区域内世帯数 | 開始年月日                    |
| --------------- | ------------ | ------- | ---------- | ------------ | ------------ | ---------------- | ----------------------------- |
| FM-NANAKO       | JOZZ8AB-FM   | 77.5MHz | 20W        | 33W          | 萩市旧市街   | -                | 1996年8月8日                  |
| FMYエフエム山口 | 無し         | 78.6MHz | 100W       | 96W          | 山口県       | -                | 1986年8月13日                 |
| NHK山口FM放送   | 無し         | 82.4MHz | 100W       | 96W          | 山口県       | -                | 1968年2月1日                  |
| KRY山口放送     | 無し         | 86.4MHz | 100W       | 110W         | 山口県       | -                | （2016年7月18日試験放送開始） |

- 旧須佐町・旧田万川町地域で受信しづらいのは、そこの東部方向の山陰になるため[5]。
- FM-NANAKOはコミュニティ放送局である。
- 送信所設備はFM山口がNHK山口局の中継所設備を利用、yabがtysの中継所設備を利用している。また、NHKの中継所近くには、測量のために用いられる「山頂三角点」がある。
- KRY萩FMは、山口県萩市及びその周辺で発生している都市型難聴対策による難聴を解消することを目的に設置をするもの[4]

## 周辺
- 萩本陣温泉（吾妻山（標高172m）の中腹にある温泉旅館）
- 松陰神社・松下村塾
- 松陰誕生の地（石碑と銅像がある）
- 松陰の丘